# Dan bau

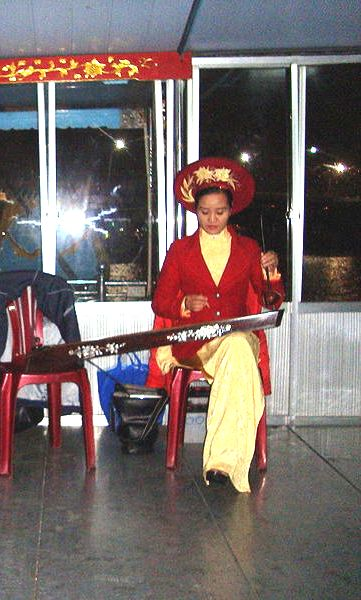
Đàn bầu

Đàn bầu eller vietnamesiskt monokord är en ensträngad cittra. Dess klanglåda av trä är ungefär en meter lång, en decimeter bred och en dryg decimeter djup. Den enda strängen är av stål. Dess ena ände sitter fast i klanglådan, men den andra änden sitter i ett tunt, böjligt handtag av buffelhorn med vilket man kan variera strängens spänning. Där strängen möter handtaget sitter en liten kalebassformad skål av trä; den fungerade ursprungligen som förstärkare men är numera närmast en prydnad, eftersom man nu använder elektrisk förstärkare till đàn bầu. 
Musikern knäpper på strängen med ett plektrum i höger hand. Med sidan av högra handen trycker han samtidigt lätt mot strängen på speciella ställen så att en överton, en flageolett, framträder; han dämpar alltså strängens grundton. Därefter släpper han genast efter, övertonen klingar vidare. Man använder sju sådana ställen utmed strängen och får på så sätt fram åtta olika toner inom ett omfång av tre oktaver. De mellanliggande tonerna åstadkoms genom att vänster hand reglerar spänningen via handtaget. Instrumentet ger mycket stora möjligheter till glissando och liknande effekter, och detta samt den elektriska förstärkningen gör att ljudet påminner en hel del om elgitarrens. Ofta spelar man flera toner i följd på samma knäppning, bara genom att använda handtaget.
Före 1900-talet var đàn bầu ett instrument som främst användes av blinda tiggare. Det har under det senaste århundradet gjort sitt intåg i konstmusiken och operan och uppfattas nu som något av en nationalsymbol.
Ett nästan identiskt instrument förekommer i Kina. Det kallas dúxiánqín (独弦琴) och härstammar troligen från det vietnamesiska monokordet.

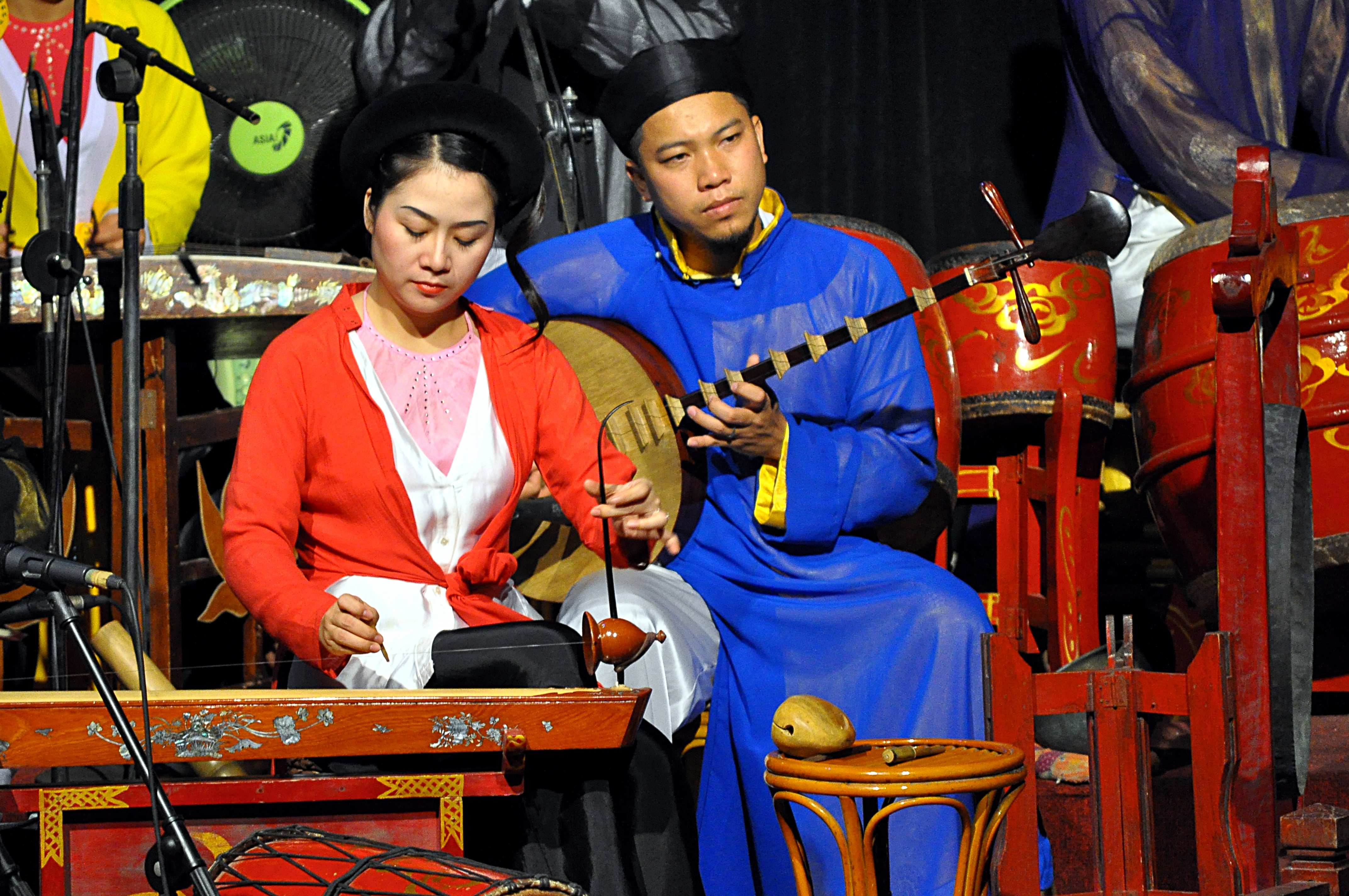

### Ljud
- Dan bau audio

### Video
- Dan bau video (click video camera icon at top to watch)